# Новачиха
Новачиха (укр. Новачиха) — село,
Новачихский сельский совет,
Хорольский район,
Полтавская область,
Украина.
Население по переписи 2001 года составляло 598 человек.
Является административным центром Новачихского сельского совета, в который, кроме того, входят сёла
Зубенки,
Левченки,
Ореховщина и
Остапенки.

## Географическое положение
Село Новачиха находится на расстоянии в 1,5 км от сёл Левченки, Остапенки и Ореховщина.
По селу протекает пересыхающий ручей с запрудой.

## История
Возникло село в 18 столетии, пенадлежало к Миргородского полку Хорольской сотни. Вначале, это был хутор из двух хат. Владела хутором Марфа Базилевская, дочь сотника.
Село указано на трехверстовке Полтавской области. Военно-топографическая карта.1869 года

## Экономика
- «Им. Кирова», частно-орендное предприятие.
- «Нафком-Агро», ГП.
- Частно-орендное предприятие им. Зубковского.

## Объекты социальной сферы
- Школа І—ІІ ст.